# Nicolau de Pacs
|  | No s'ha de confondre amb Nicolau de Pacs i Sureda. |

Nicolau de Pacs   (Palma, segle XIV - Palma, segle XV) fou un escriptor que va viure en el segle xiv i el segle xv a la ciutat de Mallorca.

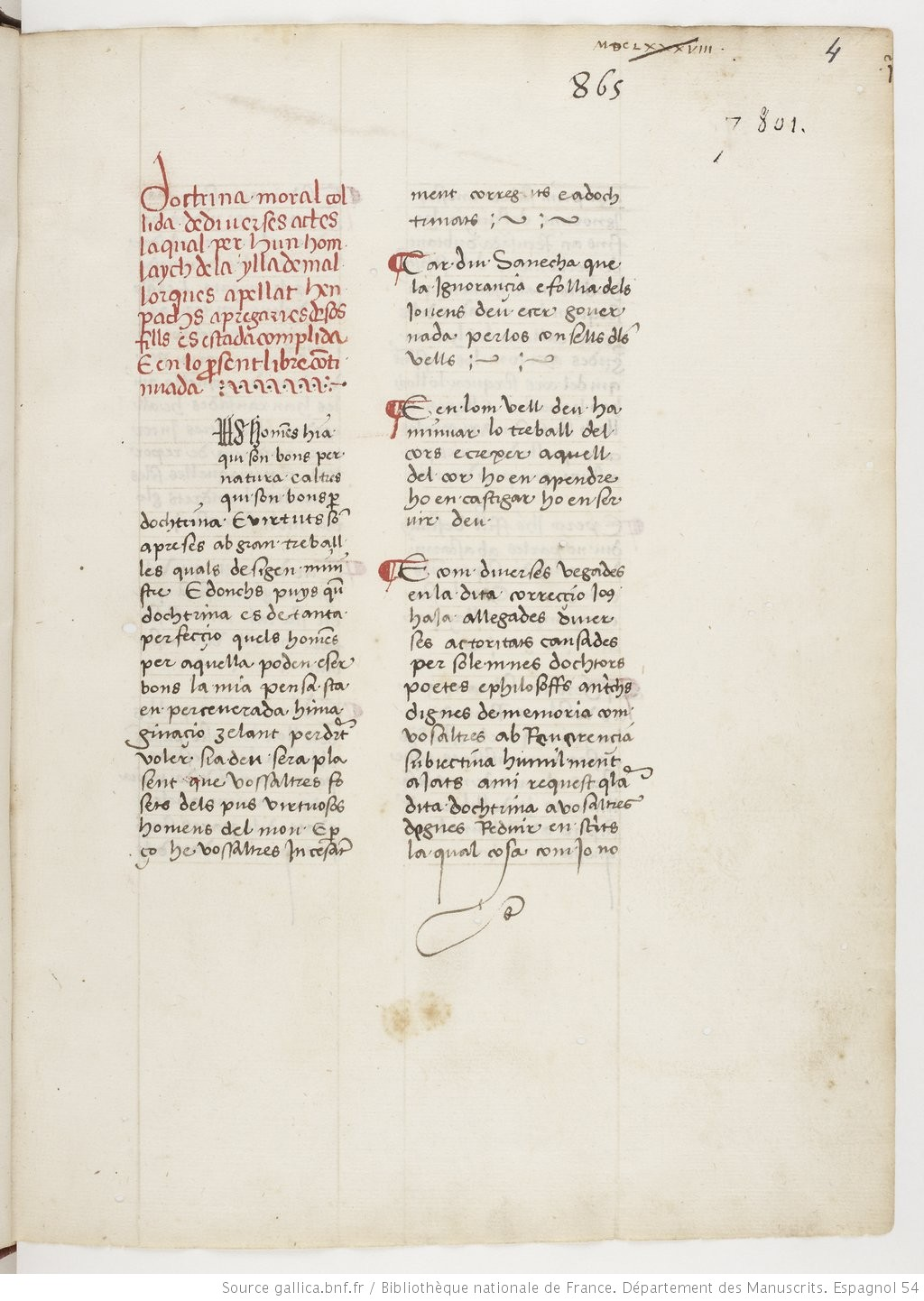
Primera pàgina d'un manuscrit de la Doctrina moral

Pacs, que visqué en l'àmbit de la cort reial bona part de la vida, va treballar per l'infant Joan i fou síndic dels jurats de Mallorca per Pere III i alhora agutzir de Joan II. Quan aquest darrer va morir, el 1396, participà al govern municipal de Mallorca. El rei Alfons li manà impulsar una galera vint anys més tard.
Se'n conserva una Doctrina moral, un text adreçat als seus fills, que recull frases cèlebres comentades de personatges clàssics i catalans com Arnau de Vilanova, Eiximenis o Guillem de Cervera.